# Argyrolobium glaucum
Argyrolobium glaucum är en ärtväxtart som beskrevs av Schinz. Argyrolobium glaucum ingår i släktet Argyrolobium och familjen ärtväxter. Inga underarter finns listade i Catalogue of Life.